# Arthur Pauli
Arthur Pauli (* 14. Mai 1989 in Ehenbichl) ist ein ehemaliger österreichischer Skispringer polnischer Abstammung. Derzeit ist er als Trainer für den Österreichischen Skiverband tätig.

## Werdegang
Pauli startete für den SC Ehrwald. Er besuchte die Skihandelsschule Stams. Bei der Junioren-Weltmeisterschaft 2005 in Rovaniemi gewann er im Einzel die Silbermedaille. Ein Jahr später gewann er in Kranj mit der österreichischen Equipe den Wettbewerb im Mannschaftsspringen. Am 4. Januar 2007 gab er in Innsbruck sein Debüt im Skisprung-Weltcup. Seine besten Weltcup-Ergebnisse sind Platz sechs beim letzten Springen der Vierschanzentournee 2006/07 in Bischofshofen und ebenfalls der sechste Platz am 7. Februar 2007 in Klingenthal. Am 11. Februar 2007 gewann er mit seinen Landsmännern Andreas Kofler, Wolfgang Loitzl und Gregor Schlierenzauer das Teamspringen in Willingen.
Für die Saison 2008/09 wurde er von der österreichischen Skisprungnationalmannschaft in den A-Kader zurückgestuft. Im Mai 2008 stürzte er beim Mattentraining in Bischofshofen so schwer, dass er einige Stunden bewusstlos war. Er wurde ins Krankenhaus gebracht, wo eine schwere Gehirnerschütterung, eine schwere Lungenquetschung und mehrere Prellungen sowie Schulterbrüche diagnostiziert wurden. Danach nahm er an keinen Weltcup-Springen mehr teil. Im September 2010 gab Pauli seinen Rücktritt vom Leistungssport bekannt.
Im Sommer 2011 wurde er als Cheftrainer der niederländischen Skispringer sowohl für den Damen- als auch für den Herren-Kader zuständig.
Im Juni 2013 wechselte er wieder zum ÖSV und wurde Kadertrainer im Stützpunkt Innsbruck.
Pauli wohnt heute in Ehrwald.
Er ist nicht mit dem gleichnamigen deutschen Skispringer (* 1990) identisch.

## Erfolge

### Weltcupsiege im Team
| Nr. | Datum            | Ort       | Typ         |
| --- | ---------------- | --------- | ----------- |
| 1.  | 11. Februar 2007 | Willingen | Großschanze |

### Continental-Cup-Siege im Einzel
| Nr. | Datum             | Ort       | Typ           |
| --- | ----------------- | --------- | ------------- |
| 1.  | 12. Dezember 2006 | Rovaniemi | Normalschanze |
| 2.  | 4. März 2007      | Trondheim | Großschanze   |

## Statistik

### Weltcup-Platzierungen
| Saison  | Platz | Punkte |
| ------- | ----- | ------ |
| 2006/07 | 035.  | 118    |
| 2007/08 | 021.  | 261    |

### Grand-Prix-Platzierungen
| Saison | Platz | Punkte |
| ------ | ----- | ------ |
| 2007   | 065.  | 014    |

### Continental-Cup-Platzierungen
| Saison  | Platz | Punkte |
| ------- | ----- | ------ |
| 2004/05 | 133.  | 010    |
| 2005/06 | 045.  | 130    |
| 2006/07 | 005.  | 521    |
| 2008/09 | 116.  | 022    |
| 2009/10 | 058.  | 092    |